# Laura Bernasconi

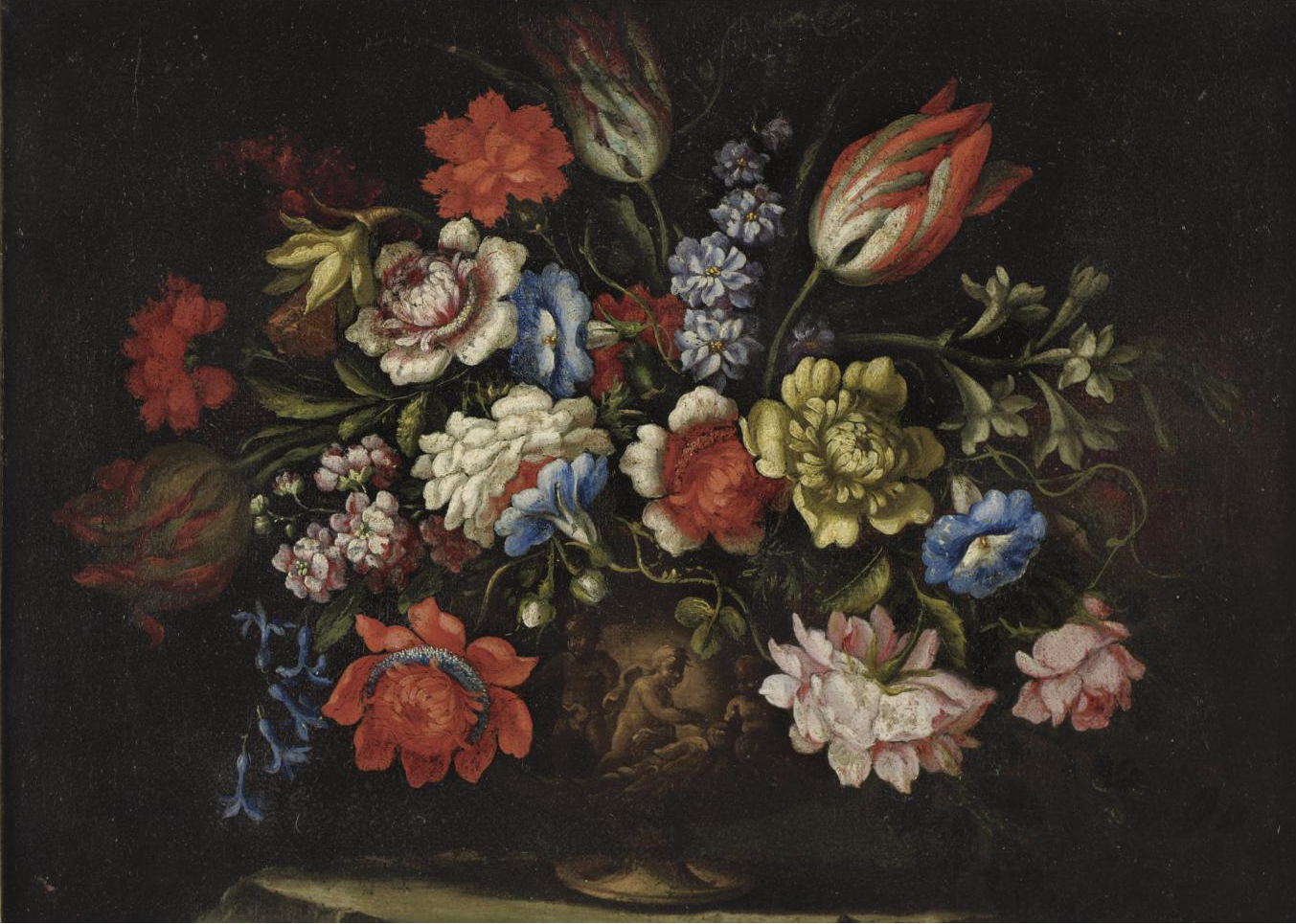
Laura Bernasconi, Natura morta con fiori

Laura Bernasconi (Roma, XVII secolo – Roma, XVII secolo) è stata una pittrice italiana.

## Biografia
Laura Bernasconi ha operato a Roma, dal 1622 al 1675. Di lei si conosce poco: è stata allieva di Mario Nuzzi, detto Mario de' Fiori, da cui ha appreso a comporre grandi mazzi di fiori multicolori. Ne L'Abecedario pittorico del bolognese Pellegrino Antonio Orlandi leggiamo: Laura Bernasconi pittrice Romana, imparò a dipingere i fiori da Mario Nuzzi, e riuscì di tanta perfezione, che fece l'ornamento al quadro di S. Gaetano, dipinto da Andrea Camassei in S. Andrea della Valle. Nella sacrestia di questa chiesa c'è l'altare con la pala di San Gaetano, ritratto in preghiera tra gli Angeli. I fiori che impreziosiscono il dipinto sono di Laura Bernasconi. Mario Nuzzi è stato maestro anche di Francesco Mantovano, di Pier Francesco Cittadini e di Paolo Porpora. Laura Bernasconi ha dipinto, con Carlo Ruthard e con il suo figlio Filippo, tra il 1665 e il 1668, il soffitto della galleria di Palazzo Colonna. 
Sue opere sono visibili a Roma, alla Galleria Doria Pamphilj.